# Martin Švagerko
Martin Švagerko (né le 2 octobre 1967 à Banská Bystrica) est un ancien sauteur à ski slovaque. Il a également concouru sous les couleurs tchèques.

## Palmarès

### Jeux olympiques
| Épreuve / Édition | Lillehammer 1994 |
| Petit Tremplin    | 25e              |
| Grand Tremplin    | 28e              |

### Championnats du monde
| Épreuve / Édition | Seefeld 1985 | Oberstdorf 1987 | Lahti 1989 | Falun 1993 |
| Petit Tremplin    | 27e          |                 | 39e        | 35e        |
| Grand Tremplin    |              | 22e             | 26e        | 22e        |
| Par Equipes       | 4e           | 4e              | Bronze     | Argent     |

### Championnats du monde de vol à ski
| Épreuve / Édition | Kulm 1986 | Vikersund 1990 |
| Individuel        | 32e       | 28e            |

### Coupe du monde
- Meilleur classement final: 24e en 1986.
- 1 victoire.

### Saison par saison
| Année | Lieu              |
| 1987  | Chamonix (France) |